# America’s Most Wanted Serial Killers
America’s Most Wanted Serial Killers ist der Titel einer neunteiligen DVD-Kollektion, die 2008 von der deutschen Mediengesellschaft e-m-s new media veröffentlicht wurde. Darin enthalten sind sieben US-amerikanische Spielfilme und zwei Dokumentationen in Spielfilmlänge, deren Regisseure es sich zum Ziel gesetzt haben, die Biografien von amerikanischen Serienmördern zu erzählen.

## Titel

### Spielfilme
| Deutscher Titel | Englischsprachiger Titel | Serienmörder/in      | Regie          | Länge / FSK | Produktionsjahr |
| --------------- | ------------------------ | -------------------- | -------------- | ----------- | --------------- |
| Monster         | Monster                  | Aileen Wuornos       | Patty Jenkins  | 109 / 16    | 2003            |
| Ed Gein         | In the Light of the Moon | Ed Gein              | Chuck Parello  | 89 / 18     | 2000            |
| Gary Ridgway    | The Riverman             | Gary Ridgway         | Bill Eagles    | 87 / 16     | 2004            |
| Ted Bundy       | Ted Bundy                | Ted Bundy            | Matthew Bright | 99 / 18     | 2002            |
| Dahmer          | Dahmer                   | Jeffrey Dahmer       | David Jaobson  | 101 / 18    | 2002            |
| Starkweather    | Starkweather             | Charles Starkweather | Byron Werner   | 90 / 16     | 2004            |
| Gacy            | Gacy                     | John Wayne Gacy      | Clive Saunders | 88 / 18     | 2003            |

### Dokumentationen
| Deutscher Titel | Englischsprachiger Titel                   | Serienmörder/in | Regie         | Länge / FSK | Produktionsjahr |
| --------------- | ------------------------------------------ | --------------- | ------------- | ----------- | --------------- |
| A. Wuornos      | Overkill: The Aileen Wuornos Story         | Aileen Wuornos  | Peter Levin   | 95 / o.A.   | 1992            |
| Holmes          | H.H. Holmes: America's First Serial Killer | H. H. Holmes    | John Borowski | 64 / 12     | 2004            |